# Йохан Ернст фон Тун-Хоенщайн
Йохан Ернст фон Тун и Хоенщайн (на немски: Johann Ernst von Thun und Hohenstein „der Stifter“) е граф на Тун и Хоенщайн в Тирол, епископ на Зекау (1679 – 1687) и княжески архиепископ на Залцбург (1687 – 1709).

## Живот
Роден е на 6 юли 1643 в Прага, Бохемско кралство. Той е син на граф Йохан Зигизмунд фон Тун и Хоенщайн в Тирол († 29 юни 1646) и третата му съпруга Маргарета Анна фон Йотинген-Балдерн († 19 юни 1684), дъщеря на граф Ернст I фон Йотинген-Балдерн (1584 – 1626) и графиня Катарина фон Хелфенщайн-Визенщайг (1589 – 1638).
Йохан Ернст фон Тун и Хоенщайн е ръкоположен за свещеник през 1677 г. в Залцбург. На 29 декември 1679 г. той е избран за епископ на Зекау/Грац и на 30 юни 1687 г. за 58. архиепископ на Залцбург и така също за 63. духовен регент на Залцбург.
Йохан Ернст строи Залцбург на чудесен бароков град.
Умира на 20 април 1709 в Залцбург на 65-годишна възраст. Погребан е в крипта в катедралата на Залцбург.

## Галерия
- Гробното място на архиепископ Тун
- Паметник за Йохан Ернст фон Тун и Хоенщайн в катедралата на Залцбург